# Tasmán albatrosz
A tasmán albatrosz (Thalassarche cauta) a madarak (Aves) osztályának viharmadár-alakúak (Procellariiformes) rendjébe, ezen belül az albatroszfélék (Diomedeidae) családjába tartozó faj.

## Előfordulása
A tasmán albatrosz Ausztrália, Új-Zéland és a Dél-afrikai Köztársaság partvidékén honos. De előfordul az alábbi országok partvidékén is, a déli óceánokon: Angola, Argentína, Brazília, Chile, a Falkland-szigetek, Francia déli és antarktiszi területek, Heard-sziget és McDonald-szigetek, Madagaszkár, Mauritius, Mozambik, Namíbia, Norfolk-sziget, Peru, Réunion, Szent Ilona, Ascension és Tristan da Cunha, Déli-Georgia és Déli-Sandwich-szigetek és Uruguay

## Korábbi alfajai
Korábban a Chatham-albatroszt (Thalassarche eremita) (Murphy, 1930) és a szürkehátú albatroszt (Thalassarche salvini) (Rothschild, 1893) a tasmán albatrosz alfajának vélték, de az újabb átrendezésnek következtében ez a két madár elnyerte a faji státuszt.
A Thalassarche steadi (Falla, 1933) rendszertani besorolása nem ennyire egyértelmű, míg egyesek külön fajként kezelik, mások még mindig azonosnak tartják a tasmán albatrosszal.

## Megjelenése
Testhossza 90-100 centiméter, szárnyfesztávolsága elérheti akár a 260 centimétert is. Testsúlya 4 kg körüli. A madár tollazata fekete, fehér és szürke árnyalatú. Jellegzetes fekete csík körvonalazza szárnyai alapját. A kifejlett egyedek feje fehér sötét szürkés szemöldök sávval, arcuk halványszürke. Csőre szürke, kivéve csőre végét mely sárga.

## Életmódja
Táplálékát merülésekkel szerzi. Akár 5 méter mélyre is le tudd merülni. Fejlábúakkal, rákokkal és zsákállatokkal táplálkozik.

## Szaporodása
Fészkét sziklás szigetekre építi fűből, gyökerekből. Fészekalja egy tojásból áll melynek költését szeptember második felében kezdi el.